# Cloud Lake (Florida)
Cloud Lake város az USA Florida államában, Palm Beach megyében. Lakosainak száma 134 fő (2020. április 1.).

## Népesség
A település népességének változása:

| 2010 | 135 |
| 2020 | 134 |